# Nava de la Asunción
Nava de la Asunción è un comune spagnolo di 2 624 abitanti situato nella comunità autonoma di Castiglia e León.